# Neuenbürg

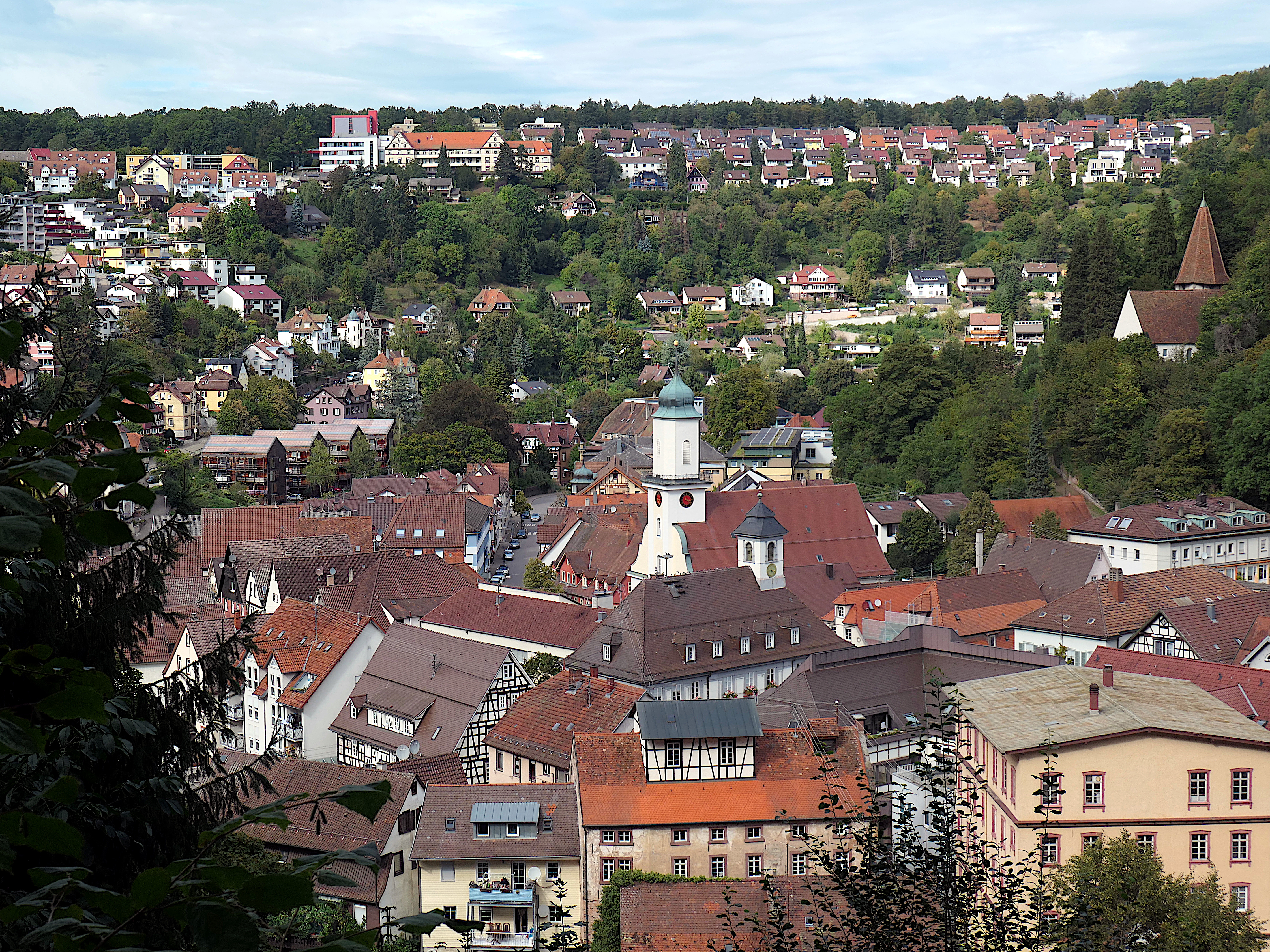
Blick über die Altstadt von Neuenbürg

Neuenbürg (ⓘ) ist eine Stadt im Enzkreis in Baden-Württemberg, zwölf Kilometer südwestlich von Pforzheim. Die ehemalige württembergische Oberamtsstadt an der Enz im Nordschwarzwald besteht aus vier Ortsteilen: Kernstadt, Dennach, Arnbach und Waldrennach. Sie ist dem badischen Teil Baden-Württembergs zugehörig.

## Geographie
Die Kleinstadt liegt in einem Mäandertal an einem idealtypisch ausgebildeten Umlaufberg im Nordschwarzwald. Auf der gegenüberliegenden Seite der Enz liegt der Sägkopf mit der Felsengruppe Angelstein.

### Stadtgliederung
Die Stadt Neuenbürg besteht aus den Stadtteilen Arnbach, Dennach, Neuenbürg, Rotenbach (mit Enzbrücke) und Waldrennach. Die offizielle Benennung der Stadtteile erfolgt in der Form „Neuenbürg – …“. Das Stadtgebiet ist zudem in vier Wohnbezirke im Sinne der baden-württembergischen Gemeindeordnung gegliedert. In den Stadtteilen Dennach und Waldrennach sind Ortschaften im Sinne der baden-württembergischen Gemeindeordnung mit jeweils eigenem Ortschaftsrat und Ortsvorsteher als dessen Vorsitzender eingerichtet.
Zum Stadtteil Arnbach gehört das Dorf Arnbach. Zur ehemaligen Gemeinde Dennach gehören das Dorf Dennach, der Ort Holzschleifwerk und die Häuser Bahnhof, Enzbrücke und Rotenbachwerk. Zur Stadt Neuenbürg in den Grenzen von vor der Gemeindereform in den 1970er Jahren gehören die Stadt Neuenbürg, Schloss Neuenbürg, die Siedlung Untere Reute und die Häuser Breites Tal und Eisenfurt. Zum Stadtteil Dennach gehört die Siedlung Rotenbach (Enz). Zum Stadtteil Waldrennach gehören das Dorf Waldrennach und das Haus Wirtschaft zum Größeltal.
Im Gebiet der ehemaligen Gemeinde Dennach wird aufgrund des Flurnamens Schwabhausen eine Wüstung vermutet, was aufgrund der Lage jedoch als unwahrscheinlich gilt.

### Klima
|                       | Jan  | Feb  | Mär  | Apr  | Mai  | Jun  | Jul  | Aug  | Sep  | Okt  | Nov  | Dez  |   |      |
| Mittl. Tagesmax. (°C) | 3    | 5    | 10   | 13   | 18   | 21   | 24   | 24   | 20   | 14   | 8    | 4    | ⌀ | 13,7 |
| Mittl. Tagesmin. (°C) | −2   | −2   | 1    | 4    | 8    | 11   | 13   | 13   | 10   | 6    | 1    | −1   | ⌀ | 5,2  |
|                       |      |      |      |      |      |      |      |      |      |      |      |      |   |      |
| Niederschlag (mm)     | 28,4 | 28,3 | 35,0 | 35,7 | 51,6 | 63,5 | 63,8 | 49,1 | 42,3 | 46,4 | 38,1 | 35,8 | Σ | 518  |

| −2 |

| −2 |

| 1 |

| 4 |

| 8 |

| 11 |

| 13 |

| 13 |

| 10 |

| 6 |

| 1 |

| −1 |

| −2 |

| −2 |

| 1 |

| 4 |

| 8 |

| 11 |

| 13 |

| 13 |

| 10 |

| 6 |

| 1 |

| −1 |

| N i e d e r s c h l a g | 28,4 | 28,3 | 35,0 | 35,7 | 51,6 | 63,5 | 63,8 | 49,1 | 42,3 | 46,4 | 38,1 | 35,8 |
|                         | Jan  | Feb  | Mär  | Apr  | Mai  | Jun  | Jul  | Aug  | Sep  | Okt  | Nov  | Dez  |

## Geschichte

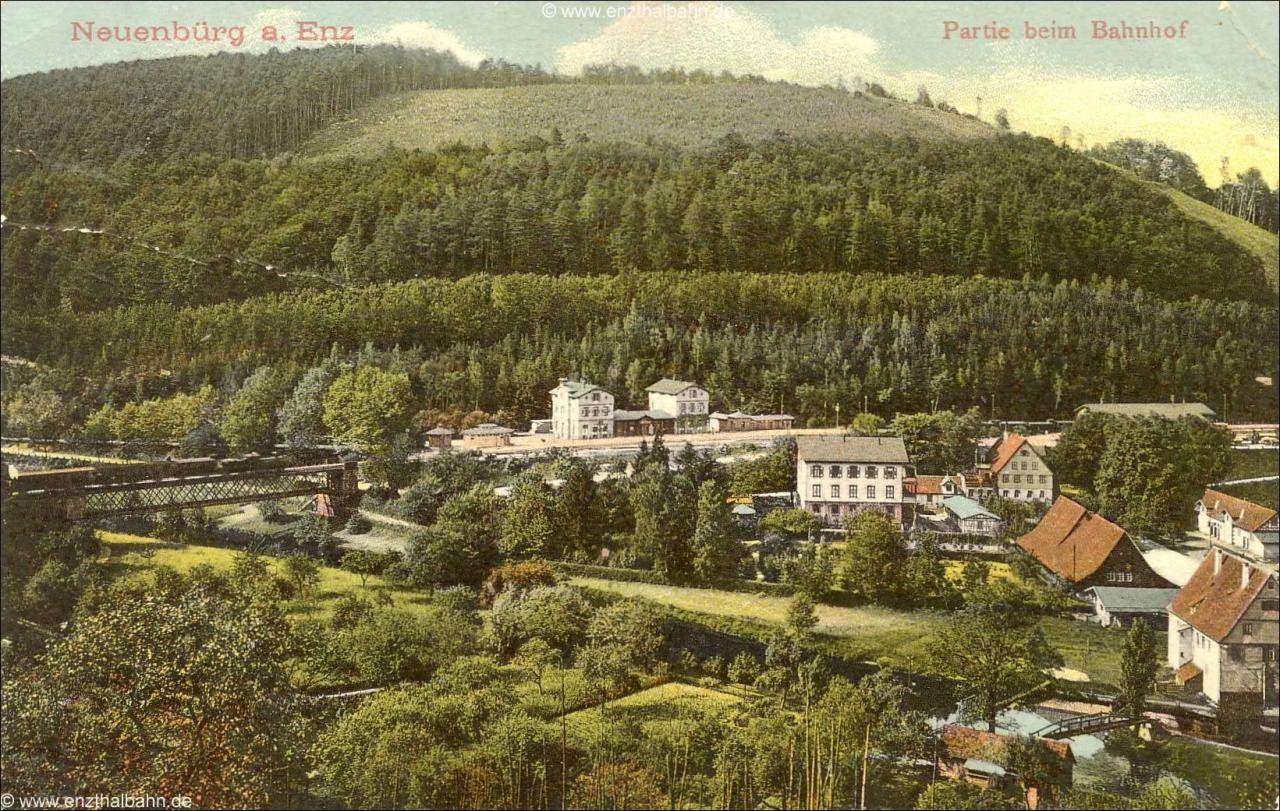
Neuenbürg (1907)

Neuenbürg ist im Zusammenhang mit der Erzgewinnung (nachweislich schon zur Keltenzeit) und Waldwirtschaft entstanden. Die Burgen Straubenhardt und Waldenburg sind im 11. Jahrhundert entstanden, die neue Burg, nach der der Ort seinen Namen trägt, im 12. Jahrhundert. 1274 wurde Neuenbürg anlässlich der Verleihung der Stadtrechte erstmals urkundlich erwähnt. In den 1320er Jahren fielen Burg und Stadt an die Grafen von Württemberg und wurden zum Sitz einer Vogtei, später eines Amtes und seit 1758 Oberamtes. 1431 erhielt Neuenbürg Marktrechte. 1519 wurde dem pfälzischen Ritter Franz von Sickingen, verwandt mit dem 1511–1513 als Vogt in Neuenbürg nachgewiesenen Konrad von Sickingen, bis zu seinem Tod 1523 Neuenbürg vom Schwäbischen Bund verpfändet – als Ersatz für Kosten seiner Beteiligung am Krieg des Schwäbischen Bundes gegen Herzog Ulrich von Württemberg. 1525 wurden die Erben Franz von Sickingens vom württembergischen Regenten Erzherzog Ferdinand für den Verlust Neuenbürgs entschädigt.

NEUENBÜRG in Königreich Württemberg in 1859

Im 17. Jahrhundert war Neuenbürg Sitz zweier Nebenlinien des Hauses Württemberg (siehe Württemberg-Neuenbürg). 1783 brannte das Zentrum der Stadt samt dem alten Rathaus ab. Das Oberamt Neuenbürg wurde nach der Gründung des Königreichs Württemberg erheblich erweitert. 1868 erhielt Neuenbürg mit einem nordöstlich der Stadt gelegenen Bahnhof an der Enztalbahn Anschluss an das Streckennetz der Württembergischen Eisenbahn. 1934 wurde das Oberamt Neuenbürg in Kreis Neuenbürg umbenannt und ging 1938 vollständig im Landkreis Calw auf. Nach dem Zweiten Weltkrieg gehörte Neuenbürg zur französischen Besatzungszone und somit ab 1947 zum Land Württemberg-Hohenzollern, das 1952 im neu gegründeten Bundesland Baden-Württemberg aufging.
1973 wurde die Stadt im Rahmen der Kreisreform dem neugebildeten Enzkreis zugeordnet. Am 1. Januar 1975 wurden die bis dahin selbstständigen Gemeinden Arnbach, Dennach und Waldrennach eingemeindet. Die Kreisreform hatte zur Folge, dass die Stadt wieder dem ihr ursprünglich zugehörigen badischen Teil des Landes zugeordnet wurde.

## Politik

### Gemeinderat
Der Gemeinderat in Neuenbürg besteht aus den 18 gewählten ehrenamtlichen Gemeinderäten und dem Bürgermeister als Vorsitzendem. Der Bürgermeister ist im Gemeinderat stimmberechtigt.
Die Kommunalwahl am 9. Juni 2024 führte zu folgendem Ergebnis.
| Parteien und Wählergemeinschaften | Parteien und Wählergemeinschaften           | % 2024  | Sitze 2024 | % 2019 | Sitze 2019 |
| UWV                               | Unabhängige Wählervereinigung               | 50,19   | 9          | 45,0   | 9          |
| NL                                | Neuenbürger Liste                           | 25,81   | 4          | –      | –          |
| CDU                               | Christlich Demokratische Union Deutschlands | 9,02    | 2          | 16,6   | 3          |
| GL                                | Grüne Liste                                 | 14,98   | 3          | 24,0   | 4          |
| SPD                               | Sozialdemokratische Partei Deutschlands     | –       | –          | 13,4   | 2          |
| Gesamt                            | Gesamt                                      | 100 %   | 18         | 100 %  | 18         |
| Wahlbeteiligung                   | Wahlbeteiligung                             | 54,13 % | 54,13 %    | 54,6 % | 54,6 %     |

### Bürgermeister
- 1888–1919: Friedrich Stirn (Stadtschultheiß)
- 1919–1938: Eugen Knodel
- 1938–1945: Eberhard Essich (1891–1979[6])
- 1946–1948: Karl Titelius (* 1891[7])
- 1949–1962: Hermann Erlenmaier (1906/07–1962[8])
- 1962–1982: Ernst Fischer (1927–2009[9])
- 1982–2006: Theo Schaubel (* 1940[10])
- 2006–2022: Horst Martin (* 1968[11])
- seit 2022: Fabian Bader (* 1988[12])

Bürgermeister ist seit dem 20. Oktober 2022 Fabian Bader. Er wurde am 21. August 2022 im zweiten Wahlgang mit 57 Prozent der Stimmen gewählt. Sein Vorgänger war von 2006 bis 2022 Horst Martin. Bei der Bürgermeisterwahl 2022 trat er nicht erneut an.

### Wappen
Die Blasonierung des Wappens lautet: „In Silber ein sechseckiger roter Burgturm.“

#### Wappen der ehemaligen Gemeinden

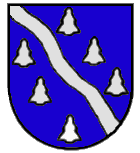
Arnbach
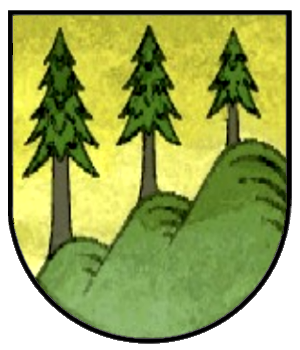
Dennach
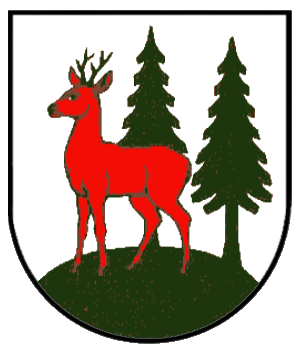
Waldrennach

### Städtepartnerschaften
- Gößnitz (Thüringen), seit 1990[15]
- Sainte-Maxime (Frankreich), seit 24. April 1993[16][17]

## Wirtschaft und Infrastruktur

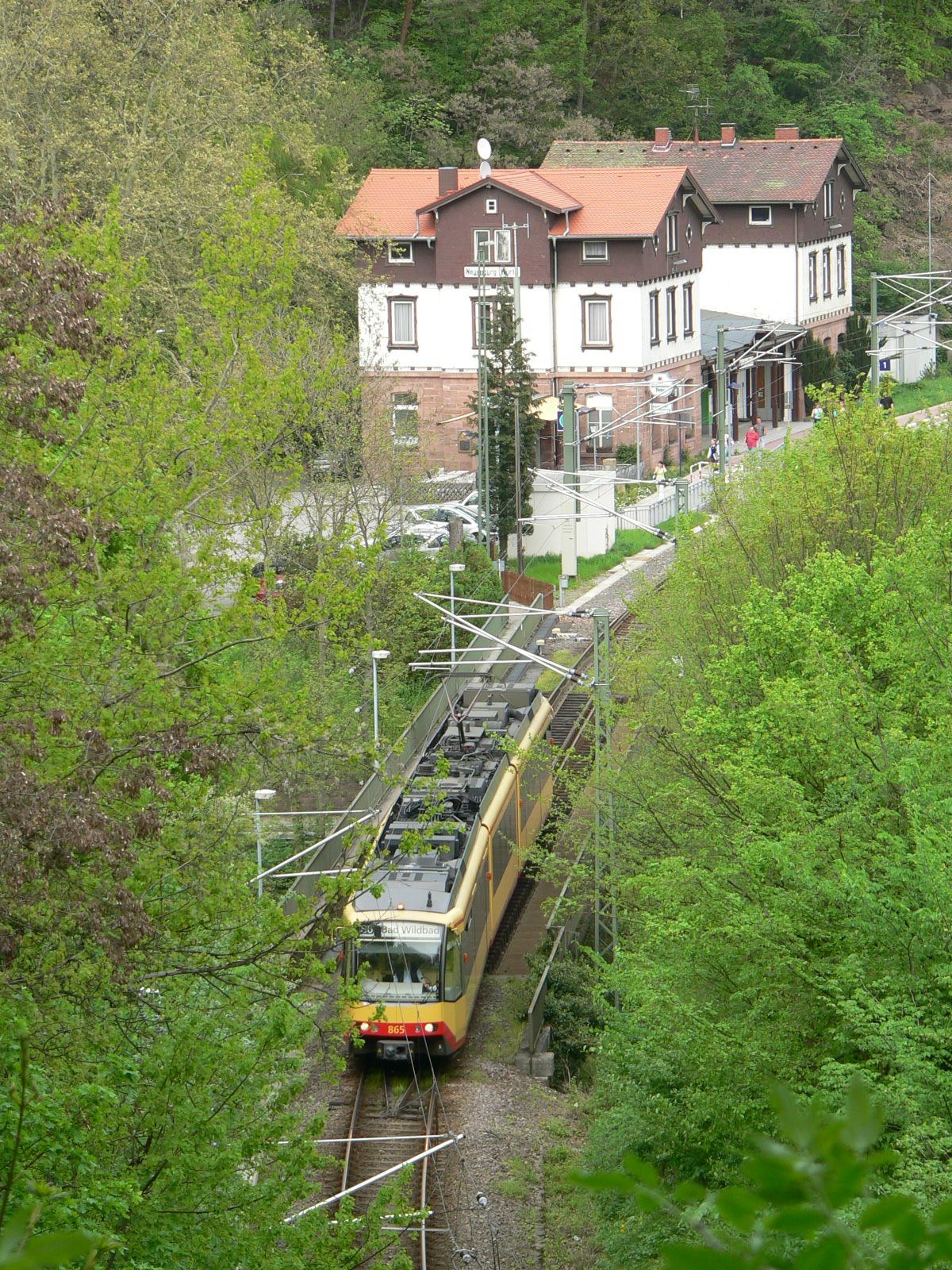
Bahnhof mit Enztalbahn

### Verkehr

#### Bahnverkehr
In Neuenbürg gibt es fünf Haltestellen der Enztalbahn, einer 23 Kilometer langen Eisenbahnstrecke von Pforzheim nach Bad Wildbad: „Neuenbürg (Enz) Bf“, „Neuenbürg (Enz) Süd“, „Neuenbürg (Enz) Freibad“, „Rotenbach (Enz)“ (ein Stadtteil von Neuenbürg) und weiter außerhalb „Neuenbürg (Enz) Eyachbrücke“. Es verkehren stündlich Stadtbahnen der Linie S 6 nach Bad Wildbad und Pforzheim, die in Pforzheim teils als Linie S 5 nach Karlsruhe und Wörth weiterfahren.
An Sonn- und Feiertagen im Sommer fährt der Freizeitexpress Enztäler (Stuttgart–Bad Wildbad), der in Neuenbürg hält.

#### Radverkehr
Durch Alltagsrouten aus dem Radnetz Baden-Württemberg ist Neuenbürg mit Pforzheim und in der anderen Richtung über Höfen mit Bad Wildbad verbunden. Erstere Verbindung verläuft jedoch zwischen Pforzheim und Neuenbürg großteils auf einem Waldweg und passiert die Enz auf einer sehr schmalen Brücke.
Durch die Stadt verlaufen zwei Landes-Radfernwege: 
- Der Schwarzwald-Panorama-Radweg führt von Pforzheim über Bad Wildbad nach Waldshut-Tiengen.
- Der Naturpark-Radweg Schwarzwald Mitte/Nord führt rund um selbigen Naturpark und führt dabei im Enzkreis vom Albtal kommend über Straubenhardt und Neuenbürg Richtung Bad Wildbad.

Außerdem führt der Enztalradweg durch Neuenbürg.

### Wirtschaft
- Weber Automotive
- Herbstreith & Fox

### Bildung

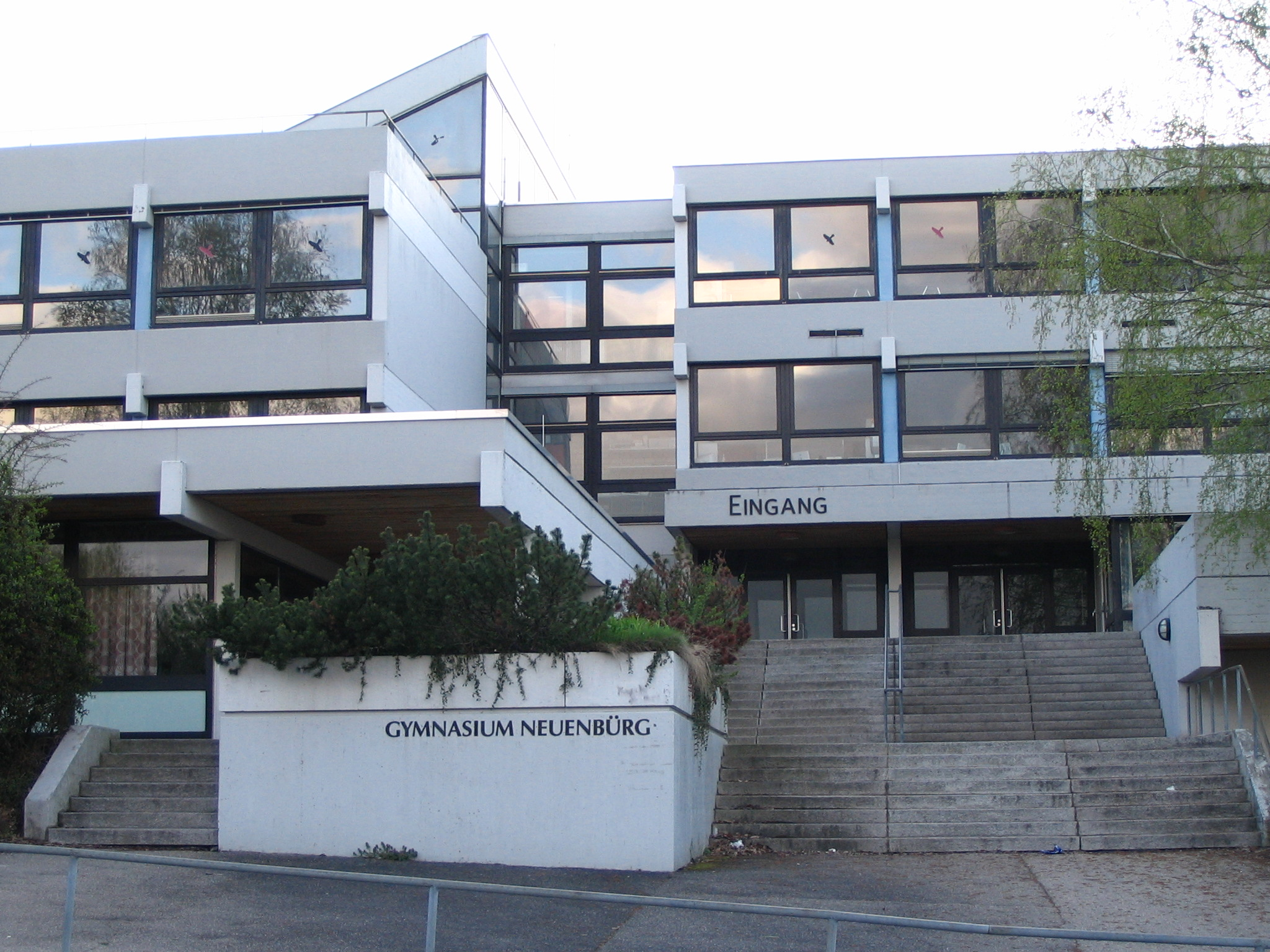
Gymnasium Neuenbürg

- Gymnasium Neuenbürg
- Schlossbergschule (Grundschule)
- Jugendmusikschule
- Grundschule Arnbach

### Einrichtungen
Neuenbürg ist Sitz des Kirchenbezirks Neuenbürg der Evangelischen Landeskirche in Württemberg sowie des Evangelischen Jugendwerkes Bezirk Neuenbürg.

### Sport- und Freizeitanlagen
- Freibad (beheizt, 24 °C)
- Tennisplätze
- diverse Spielplätze (Abenteuerspielplatz usw.)
- Fußballplatz (Rasen- und Hartplätze)
- Faustballplätze (in Dennach und Waldrennach)
- Minigolf
- Diverse Street Spots für Biker und ein kleiner Downhill-Trail vom Schloßberg

## Kultur und Sehenswürdigkeiten

Stadtkirche in Neuenbürg (evangelisch)

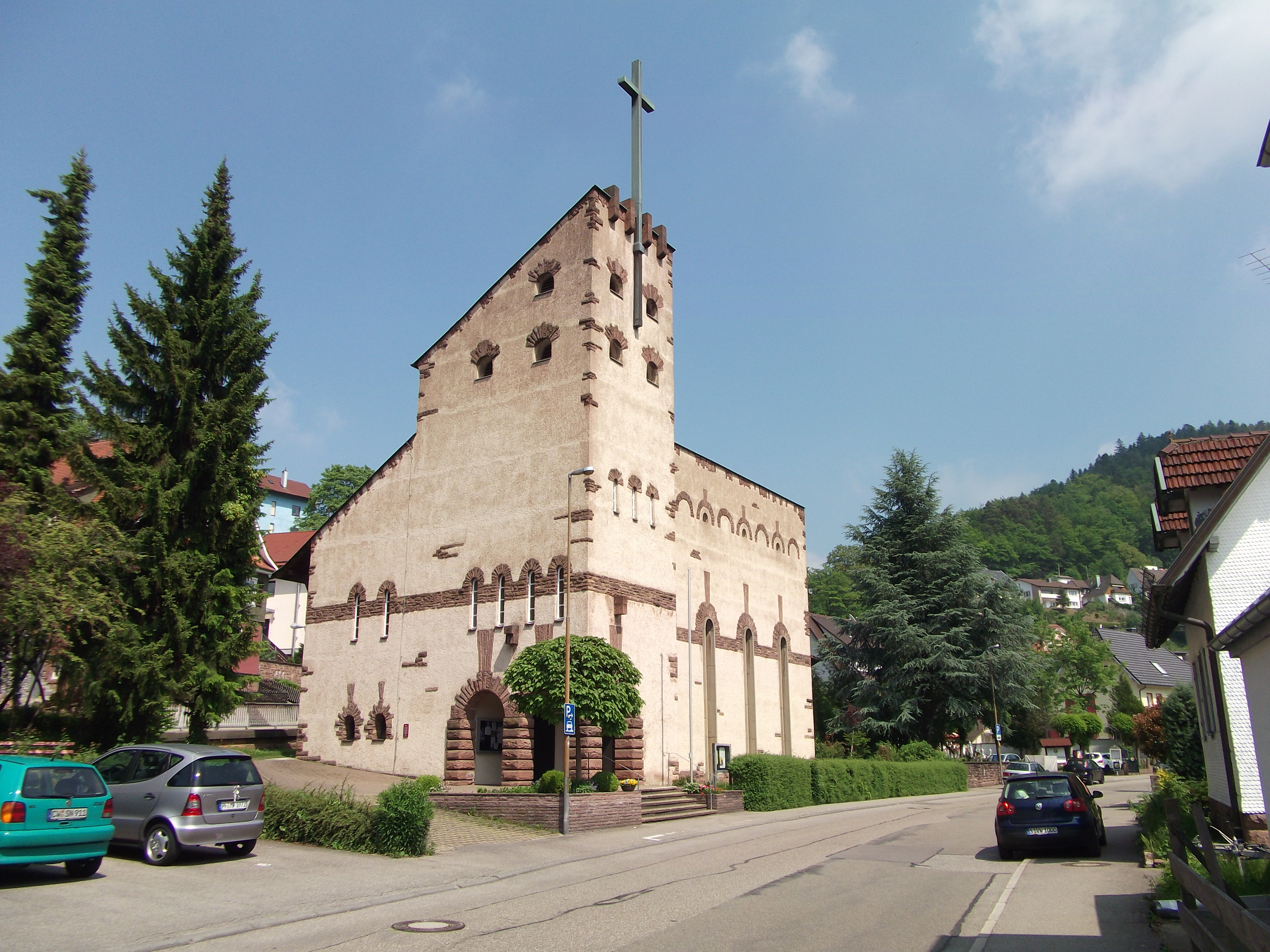
Heilig Kreuz Kirche (katholisch)

Marktplatz

### Museen
- Museum im Schloss Neuenbürg[21] mit einer multimedialen Inszenierung zum Märchen Das kalte Herz von Wilhelm Hauff[22]
- Besucherbergwerk Grube Frischglück[23]

### Gebäude
- Schlossruine (12. Jahrhundert)
- Ruine Waldenburg
- Ruine Straubenhardt
- Neues Schloss (17. Jahrhundert)
- St. Georg (11. Jahrhundert)
- Stadtkirche (14. Jahrhundert)
- Heilig-Kreuz-Kirche (1928)

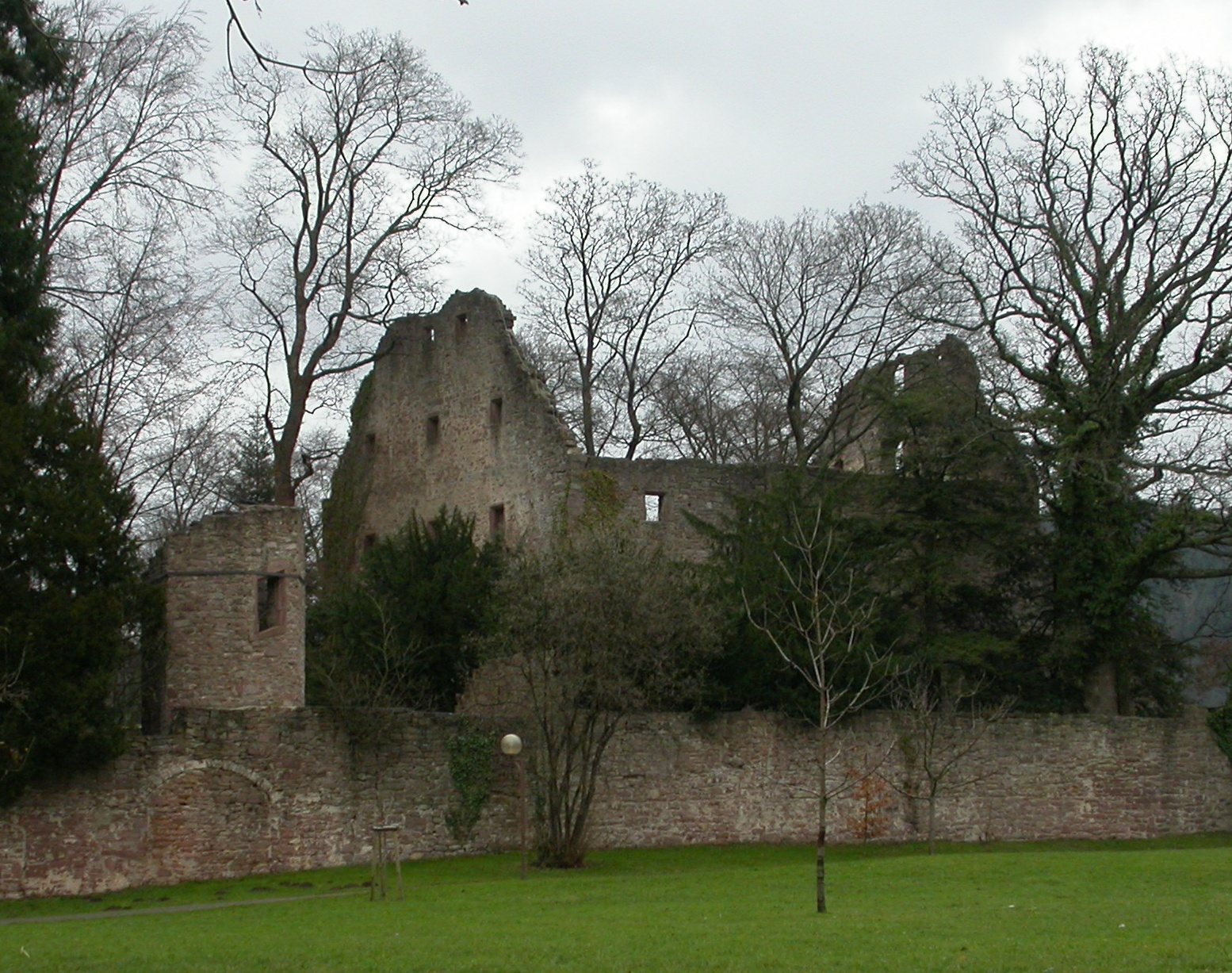
Alte Schlossruine

Schloss Neuenbürg – Ansicht von Osten

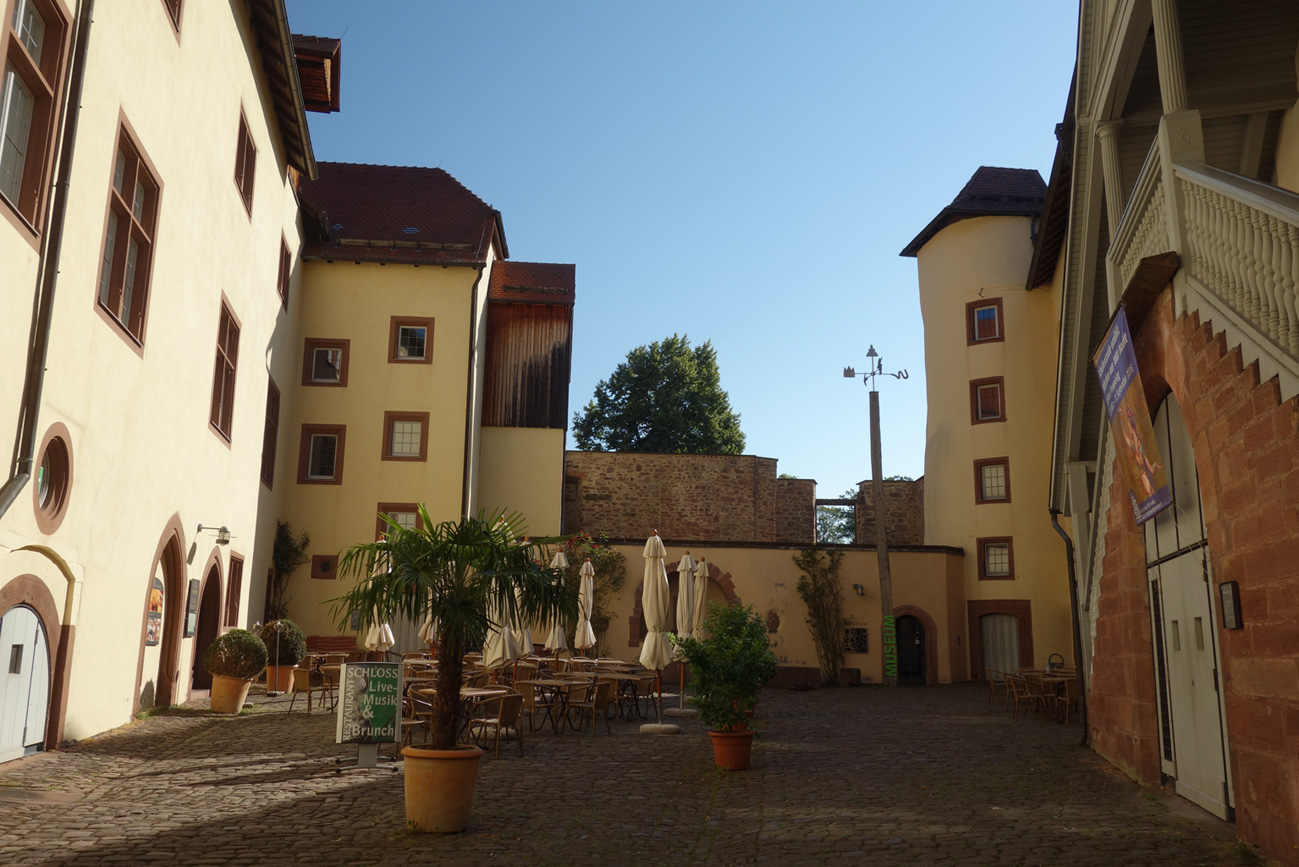
Schloss Neuenbürg – Innenhof

- Nördlicher Mast der Eyachtalüberspannung, der Stromleitung mit der größten Spannweite in Deutschland

### Naturdenkmäler
- Naturschutzgebiet Eyachtal
- Der Fernwanderweg Westweg von Pforzheim nach Basel, der durch Neuenbürg führt, kommt an vielen Naturdenkmälern vorbei.

### Archäologische Funde
Bei Neuenbürg-Waldrennach wurde im Sommer 2006 ein in Mitteleuropa bisher einmaliges Ensemble der frühkeltischen Eisenverhüttung aus dem 6. bis 5. Jahrhundert vor Christi Geburt gefunden. Ferner wurde eine gut erhaltene keltische Getreidemühle gefunden.

## Persönlichkeiten

### Ehrenbürger
- seit 1987: Ernst Fischer, Bürgermeister 1962–1982[24]
- seit 2006: Theo Schaubel, Bürgermeister 1982–2006[25]

### Söhne und Töchter der Stadt
- Gottlieb Christoph Bohnenberger (1732–1807), Naturwissenschaftler
- Johann Ulrich Schwindrazheim (1737–1813), Dichter und Geistlicher
- Christian Friedrich Bolley (1763–1824), württembergischer Oberamtmann
- Karl Eberhard Bolley (1765–1821), württembergischer Oberamtmann
- Carl August von Eschenmayer (1768–1852), Arzt, Philosoph und Okkultist
- Friedrich Karl August Seeger (1798–1868), Jurist und Politiker
- Adolph Majer (1821–1868), Apotheker und Revolutionär
- Hartmund Güntner (1827–1897), württembergischer Oberamtmann
- Theodor August Lutz (1847–1913), Apotheker, Sozialist und Politiker
- Robert Eugen Gaupp (1870–1953), Psychiater und Neurologe
- Hermann Wild (1884–1962), Politiker
- Wilhelm Maier (1896–1990), Mathematiker und Hochschullehrer
- Wilhelm Stoll (1907–1989), Silber- und Goldschmied
- Helmut Holzer (1921–1997), deutscher Biochemiker
- Robert Silbereisen (1928–2016), Pflanzenbauwissenschaftler
- Lothar König (* 1944), Politiker (REP), Abgeordneter des Landtages von Baden-Württemberg 1992–2001
- Marlene Rupprecht (* 1947), Politikerin (SPD), MdB
- Wolfgang Koenig (* 1949), Internist, Kardiologe und Universitätsprofessor
- Günter Hujara (* 1952), Skisportfunktionär und Trainer
- Michael Weichert (* 1953), Politiker
- Ulrike Hein (* 1960), Bildhauerin und Performance-Künstlerin
- Michael Künast (* 1961), Fußballspieler
- Steffen Henssler (* 1972), Fernsehkoch
- Sebastian Studnitzky (* 1972), Jazztrompeter und Jazzpianist
- Maxi Arland (* 1981), Fernsehmoderator und Musiker
- Daniel Reule (* 1983), Fußballspieler u. a. Karlsruher SC und SV Waldhof Mannheim
- Maximilian Reule (* 1994), Fußballtorwart
- Anna Maria Damm (* 1996), Influencerin, Model und Schauspielerin
- Niklas Kolbe (* 1996), Fußballspieler

### Persönlichkeiten, die vor Ort wirkten
- Franz von Sickingen (1481–1523) war 1519–1523 Stadtherr von Neuenbürg auf Grund Verpfändung durch den Schwäbischen Bund
- Johann Adam Groß der Jüngere (1728–1794) war als Städtebauplaner ab Ende Mai 1783 in Neuenbürg an dem Wiederaufbau beteiligt.[26]
- Johann Christoph Maier (1757–1822), Theologe, Pfarrer, Schriftsteller
- Wilhelm Christian Ganzhorn (1818–1880) war Jurist und Gerichtsaktuar in Neuenbürg
- Norbert Studnitzky (* 1936), Leiter der Stadtkapelle und Direktor der städtischen Jugendmusikschule in Neuenbürg von 1970 bis 2000
- Martin Strohhäcker (* 1959), Professor für Orgel, in Neuenbürg 1988 bis 1994 Bezirkskantor

### Mit Neuenbürg verbunden
- Hans Ludwig Pfeiffer (1903–1999), lebte ab 1953 als Künstler im Schloss Neuenbürg